# 阿里山钝头蛇
阿里山钝头蛇（学名：Pareas komaii），又名阿里山鈍頭蛇，为游蛇科钝头蛇属的爬行动物，是臺灣本島的特有物種，模式产地位於阿里山。種小名為兩棲爬行動物學家牧茂市郎取其師駒井卓之姓而來。